# Toticoryx
Toticoryx Rollard & Wesolowska, 2002 è un genere di ragni appartenente alla famiglia Salticidae.

## Etimologia
Come segnalato dalle descrittrici, il nome del genere è frutto di una casuale combinazione di lettere.

## Caratteristiche
Gli esemplari raccolti di questo genere misurano circa 3 millimetri ed hanno una forma fortemente appiattita. L'aspetto esteriore richiama quello dei ragni del genere Pseudicius Simon, 1885.

## Distribuzione
L'unica specie oggi nota di questo genere è stata rinvenuta nella Guinea.

## Tassonomia
A giugno 2011, si compone di una specie:
- Toticoryx exilis Rollard & Wesolowska, 2002[3] — Guinea